# Tanaka Hiroshi (Leichtathlet)
Tanaka Hiroshi (jap. 田中 弘; * 29. Juni 1915; Todesdatum unbekannt) war ein japanischer Hochspringer.
1935 gewann er Bronze bei den Internationalen Universitätsspielen, und 1936 wurde er bei den Olympischen Spielen in Berlin Sechster.
Seine persönliche Bestleistung von 2,01 m stellte er am 15. Juni 1935 in Tokio auf.